# Rama (banda)
Rama es una banda de rock alternativo formada en Santiago, Chile, en el año 1997.

## Biografía
Se forma en 1997 con integrantes de dos bandas distintas, por un aparte los compañeros de colegio Sebastián Cáceres (voz) y Daniel Campos (guitarra) y por otra Marcelo Correa (bajo) y Helmuth Wellmann (batería). Sus primeros ensayos fueron una sala del Taller Sol en Santiago, lugar donde debutaron también tocando frente al público. Sus primeros sonidos se encasillan en el nü y aggro metal, pero variaron progresivamente a una música más transversal, buscando desarrollar un estilo y sonido únicos y apostando a permanecer en el tiempo.
Disco Amarillo es su primer disco y se edita de forma independiente en 1999. El sencillo Hermano Respira, producido por Carlos Cabezas, se escucha por primera vez en Radio Concierto. Producido de manera independiente e integrado por seis canciones, entre las cuales Despegar se transformó en uno de sus mayores éxitos. Así pasarán una década tocando en la mayoría de los escenarios del circuito roquero de Chile.
En 2006, el bajista original se radica en Brasil, por lo que su lugar en la banda es ocupado por el entonces sonidista del grupo, Cano Céspedes. La modificación no supuso un cambio en la dirección musical que la banda llevaba hasta ese momento.
A fines de 2007 fue editado Fugitivos, llamado así por ser el inicio del alejamiento del movimiento nü metal. Ya desde 2001 la banda tenía material para esta producción, pero solo en 2005 comenzó la grabación bajo la producción de Pepe Lastarria. Gracias a este trabajo es que pueden comenzar a darse a conocer mediante videoclips con las canciones Esqueletos, Algo empieza a nacer y Comunicar. Logran estar entre los 10 mejores discos nacionales del año 2007 según el medio especializado Rockaxis. En el año 2009 participan en la Segunda Cumbre del Rock Chileno, compartiendo escenario con más de una veintena de artistas. 
En 2011 comienza la producción del disco Imposible, nuevamente junto al productor Pepe Lastarria, que da como resultado en 2013 la salida de su tercer álbum de estudio. 
En 2014 la banda cambia su baterista y llega Eugenio Marín en reemplazo de Helmut Wellmann.
Su cuarto disco Manifiesto, lanzado vía streaming el 2 de octubre de 2018 fue grabado en Estudio del Sur.
Se han presentado en grandes eventos y festivales en Chile como Lollapalooza Chile, La Cumbre, RockOut Fest, Santiago Gets Louder, Festival Fluvial de Valdivia, entre otros.

## Discografía
- 1999 - Disco Amarillo
- 2007 - Fugitivos
- 2013 - Imposible
- 2018 - Manifiesto

## Miembros
- Sebastián Cáceres - voz (1996 - )
- Daniel Campos - guitarra (1996 - )
- Cano Céspedes - bajo (2006 - )
- Eugenio Marín - batería (2014 - )
- Helmuth Wellmann - batería (1996 - 2014)
- Marcelo Correa - bajo (1996 - 2006)